# Trzeci gabinet Tony’ego Blaira
Trzeci gabinet Partii Pracy pod przewodnictwem Tony’ego Blaira powstał po wyborach parlamentarnych w maju 2005 r. i przetrwał do czerwca 2007 r., kiedy Blair zrezygnował z funkcji premiera.

## Skład gabinetu
| Urząd                                                                                       | Imię i nazwisko                              | Kadencja                 |
| ------------------------------------------------------------------------------------------- | -------------------------------------------- | ------------------------ |
| Premier Pierwszy Lord Skarbu Minister służby cywilnej                                       | Tony Blair                                   | 2005–2007                |
|                                                                                             |                                              |                          |
| Wicepremier Pierwszy sekretarz stanu                                                        | John Prescott                                | 2005–2007                |
| Kanclerz skarbu Drugi lord skarbu                                                           | Gordon Brown                                 | 2005–2007                |
| Lord kanclerz                                                                               | Charles Falconer, baron Falconer of Thoroton | 2005–2007                |
| Minister spraw konstytucyjnych                                                              | Charles Falconer, baron Falconer of Thoroton | 2005–2007                |
| Minister sprawiedliwości                                                                    | Charles Falconer, baron Falconer of Thoroton | 2007                     |
| Minister spraw wewnętrznych                                                                 | Charles Clarke John Reid                     | 2005–2006 2006–2007      |
| Minister spraw zagranicznych                                                                | Jack Straw Margaret Beckett                  | 2005–2006 2006–2007      |
| Przewodniczący Izby Gmin lord tajnej pieczęci                                               | Geoff Hoon Jack Straw                        | 2005–2006 2006–2007      |
| Przewodniczący Izby Lordów lord przewodniczący Rady                                         | Valerie Amos, baronowa Amos                  | 2005–2007                |
| Minister kultury, mediów i sportu Minister ds. organizacji igrzysk olimpijskich Londyn 2012 | Tessa Jowell                                 | 2005–2007                |
| Minister obrony                                                                             | John Reid Des Browne                         | 2005–2006 2006–2007      |
| Minister edukacji i zdolności                                                               | Ruth Kelly Alan Johnson                      | 2005–2006 2006–2007      |
| Minister środowiska, żywności i spraw wsi                                                   | Margaret Beckett David Miliband              | 2005–2006 2006–2007      |
| Minister zdrowia                                                                            | Patricia Hewitt                              | 2005–2007                |
| Minister ds. rozwoju międzynarodowego                                                       | Hilary Benn                                  | 2005–2007                |
| Minister ds. Irlandii Północnej Minister ds. Walii                                          | Peter Hain                                   | 2005–2007                |
| Minister handlu i przemysłu                                                                 | Alan Johnson Alistair Darling                | 2005–2006 2006–2007      |
| Minister transportu Minister ds. Szkocji                                                    | Alistair Darling Douglas Alexander           | 2005–2006 2006–2007      |
| Minister pracy i emerytur                                                                   | David Blunkett John Hutton                   | 2005 2005–2007           |
| Kanclerz Księstwa Lancaster                                                                 | John Hutton vacat Hilary Armstrong           | 2005 2005–2006 2006–2007 |
| Naczelny sekretarz skarbu                                                                   | Des Browne Stephen Timms                     | 2005–2006 2006–2007      |
| Minister stanu ds. samorządu lokalnego                                                      | David Miliband                               | 2005–2006                |
| Minister społeczności i samorządów lokalnych Minister ds. kobiet i równouprawnienia         | Ruth Kelly                                   | 2006–2007                |
| Minister bez teki                                                                           | Ian McCartney Hazel Blears                   | 2005–2006 2006–2007      |
| Parlamentarny sekretarz skarbu                                                              | Hilary Armstrong Jacqui Smith                | 2005–2006 2006–2007      |

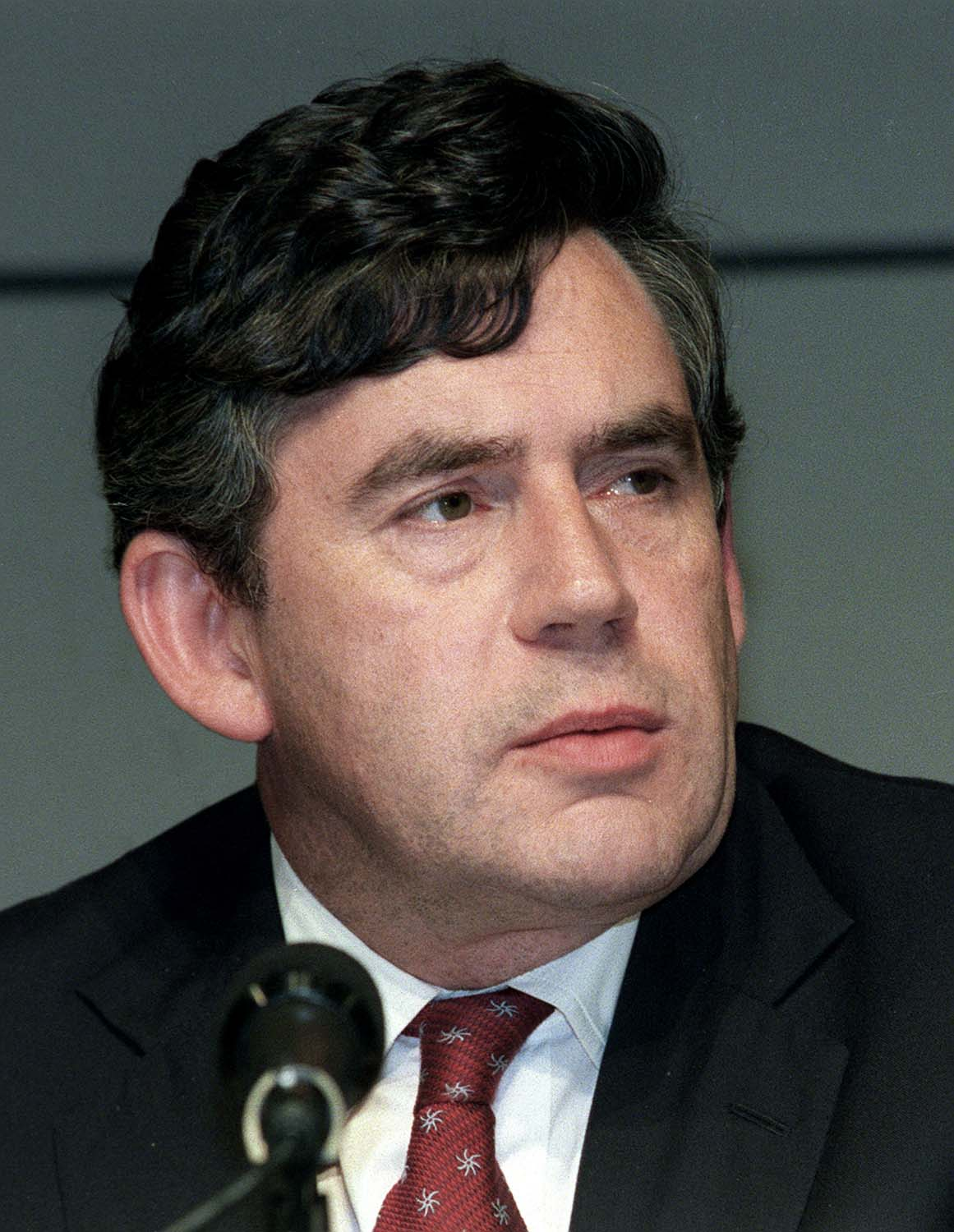
Gordon Brown, kanclerz skarbu, drugi lord skarbu
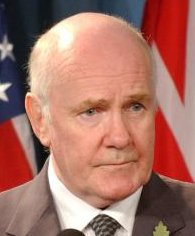
John Reid, minister obrony, minister spraw wewnętrznych
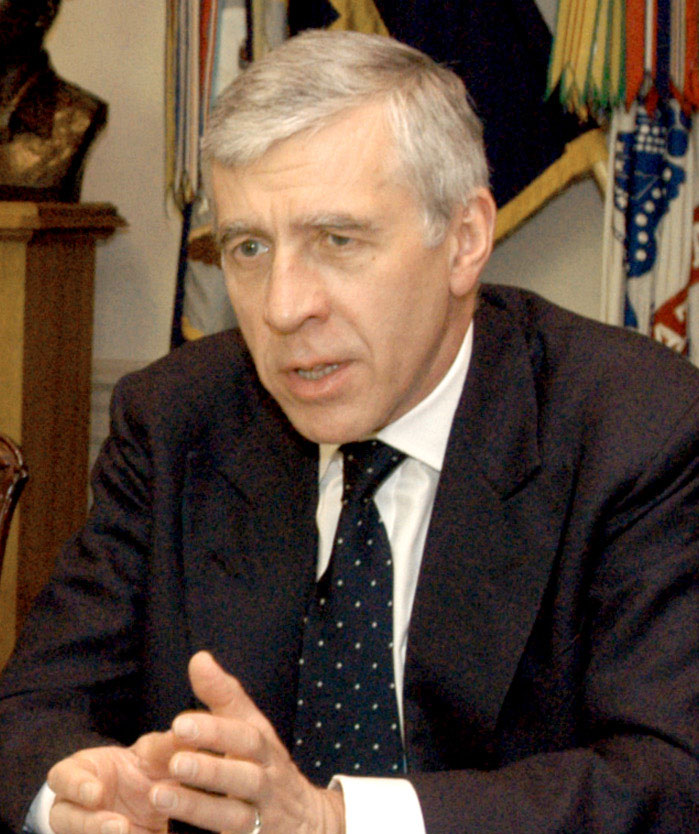
Jack Straw, minister spraw zagranicznych, przewodniczący Izby Gmin, lord tajnej pieczęci
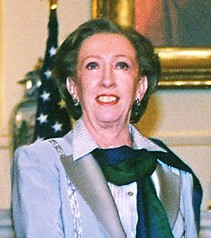
Margaret Beckett, minister środowiska, żywności i spraw wsi, minister spraw zagranicznych
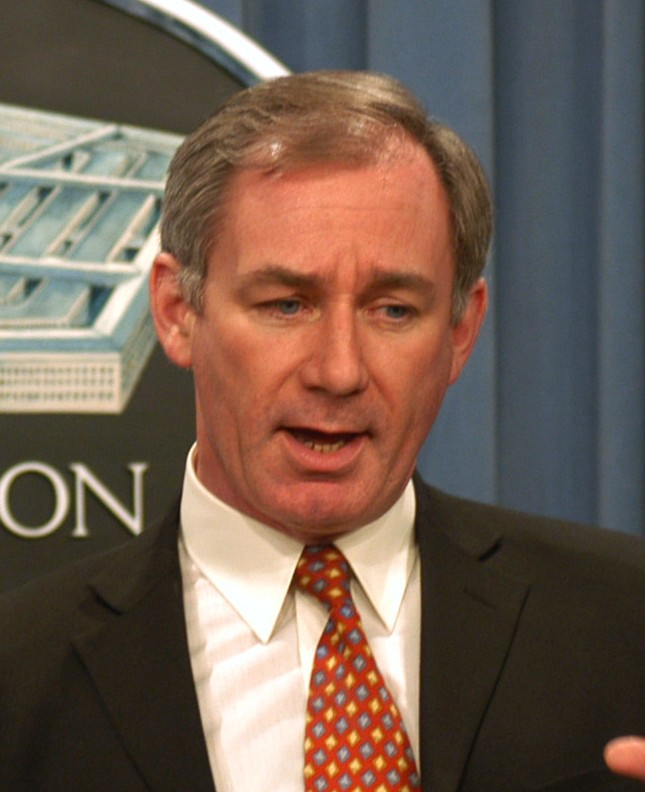
Geoff Hoon, przewodniczący Izby Gmin, lord tajnej pieczęci
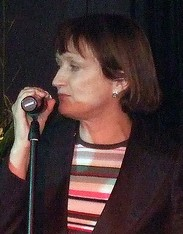
Tessa Jowell, minister kultury, mediów i sportu, minister ds. organizacji igrzysk olimpijskich Londyn 2012
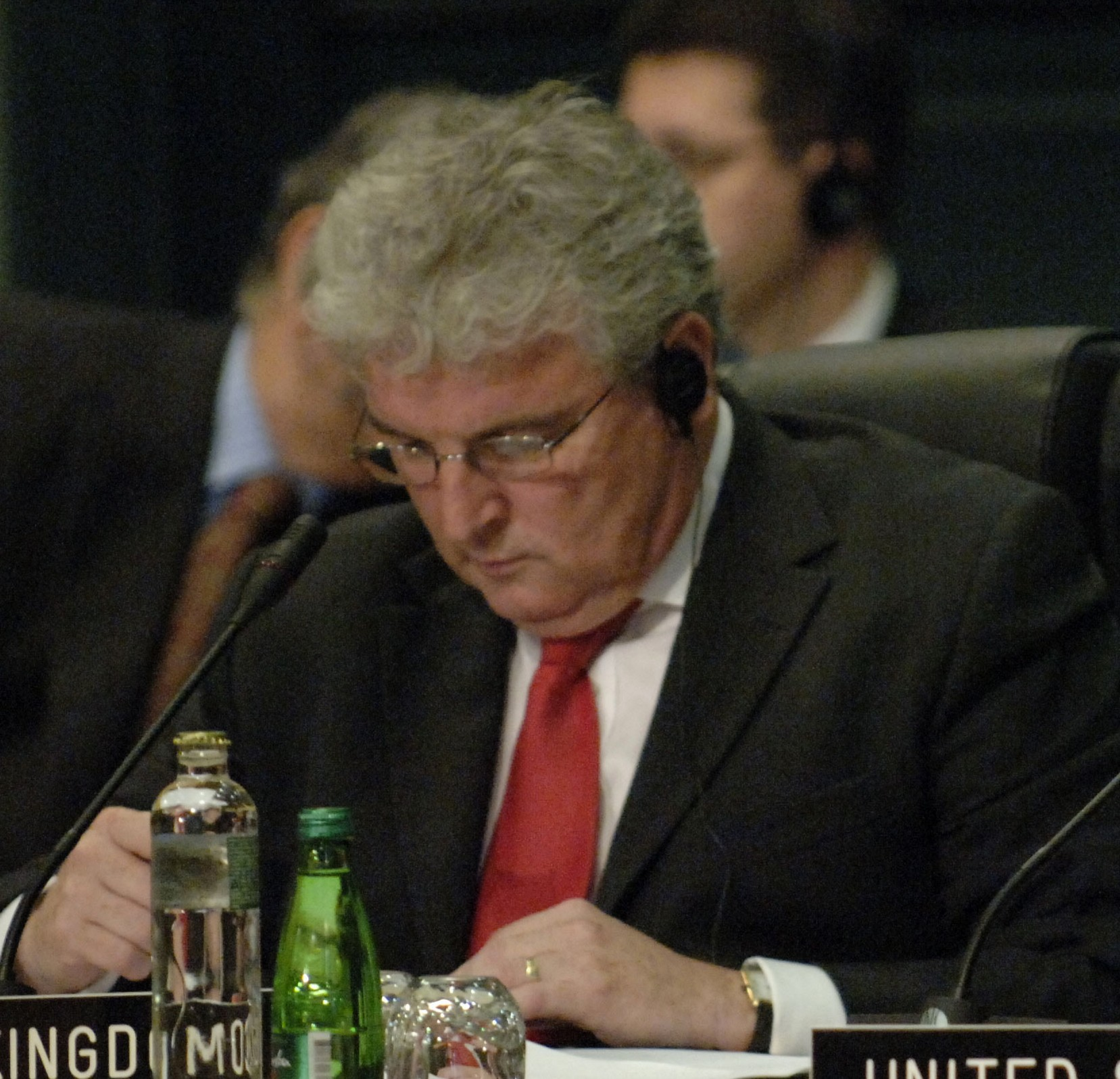
Des Brown, naczelny sekretarz skarbu, minister obrony
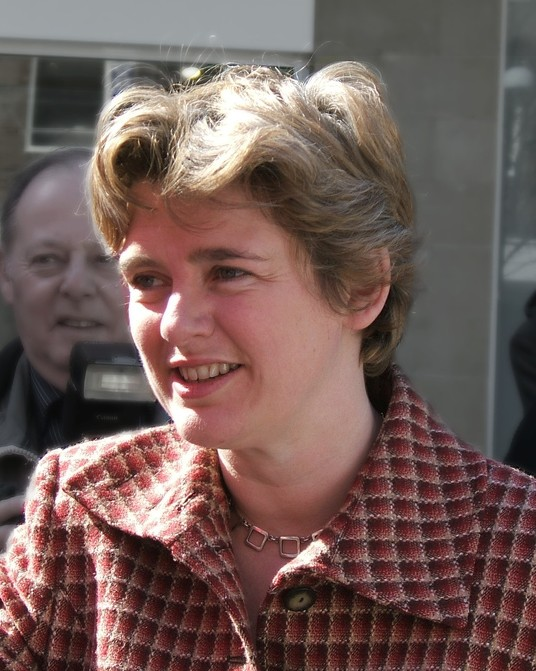
Ruth Kelly, minister edukacji i zdolności, minister ds. samorządu lokalnego, minister ds. kobiet i równości
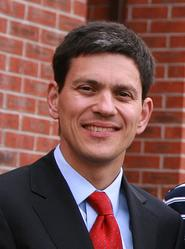
David Miliband, minister stanu ds. samorządu lokalnego, minister środowiska, żywności i spraw wsi
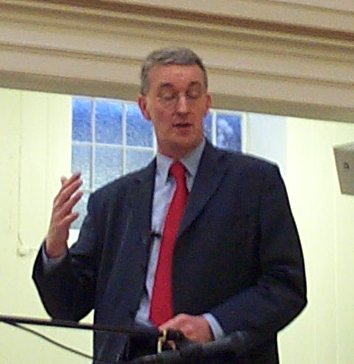
Hilary Benn, minister ds. rozwoju międzynarodowego
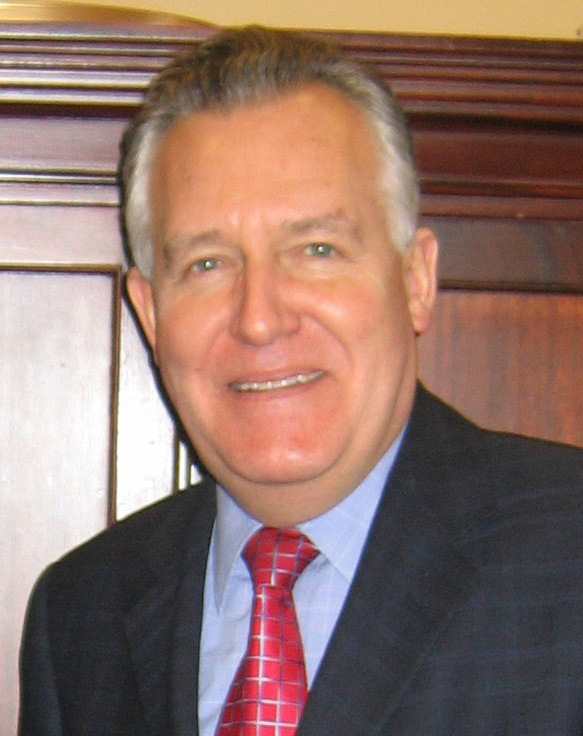
Peter Hain, minister ds. Irlandii Północnej, minister ds. Walii
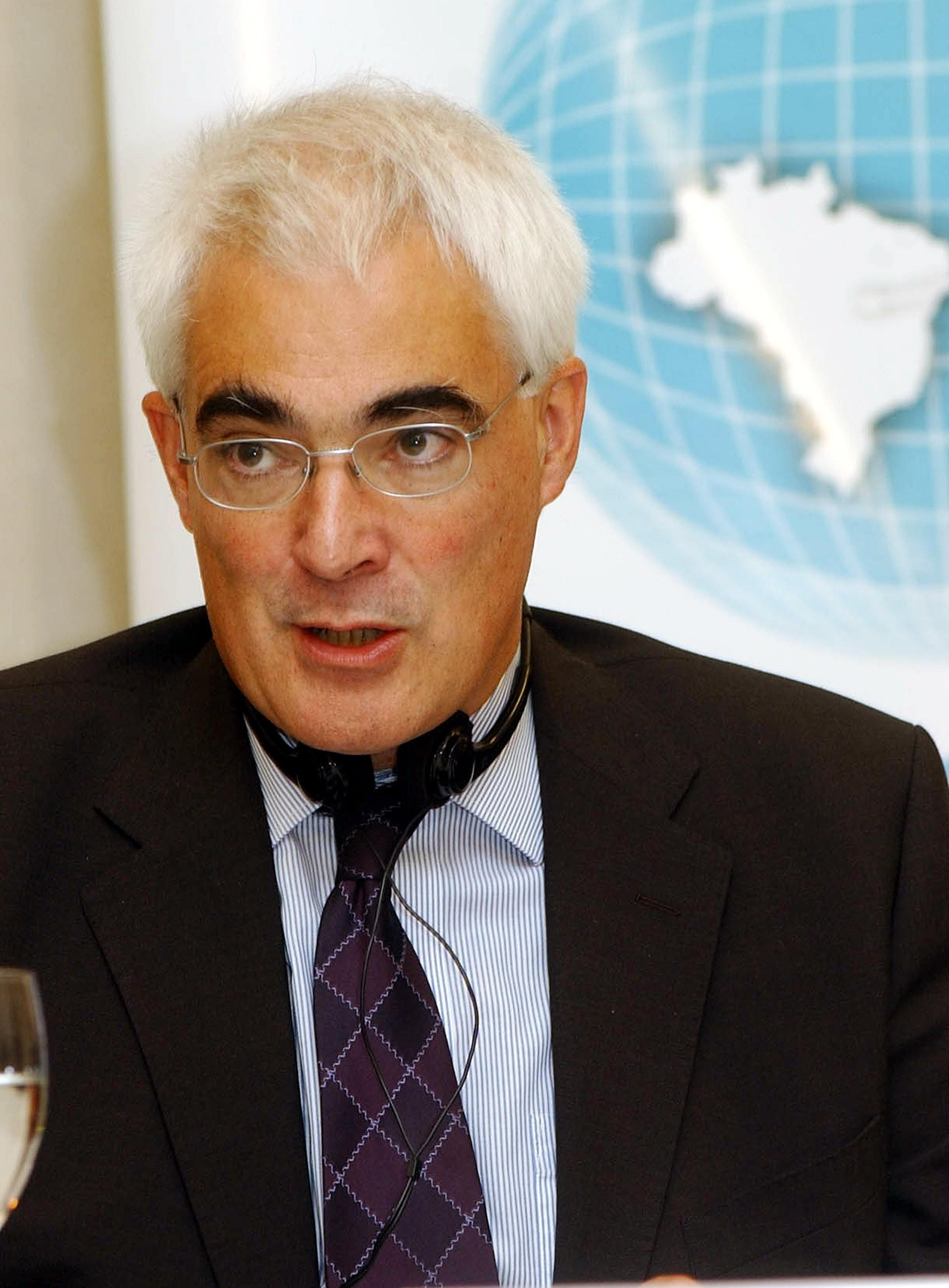
Alistair Darling, minister transportu, minister ds. Szkocji, minister handlu i przemysłu
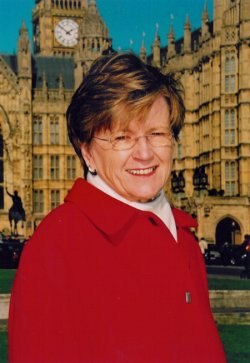
Hilary Armstrong, parlamentarny sekretarz skarbu, kanclerz Księstwa Lancaster
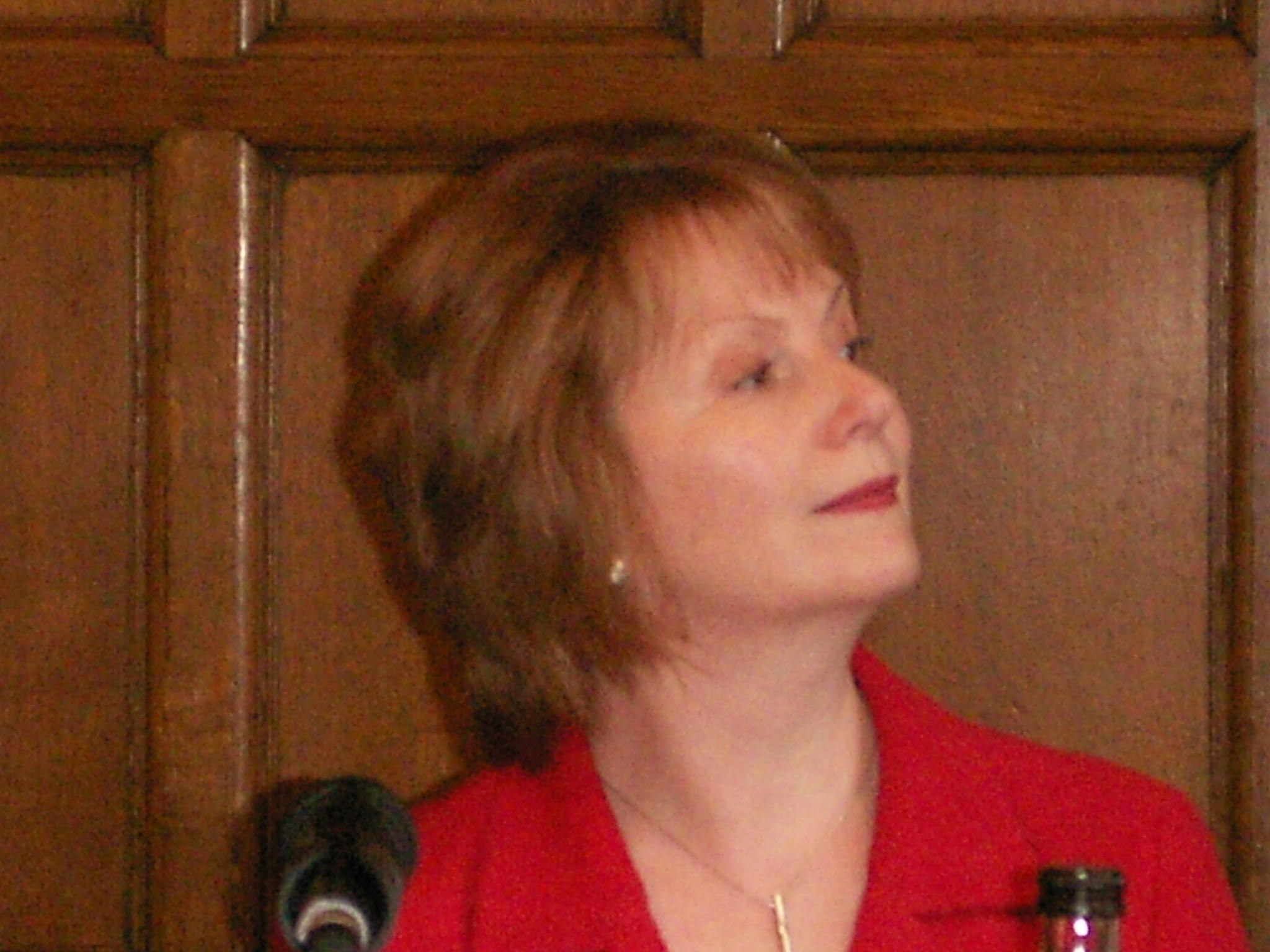
Hazel Blears, minister bez teki
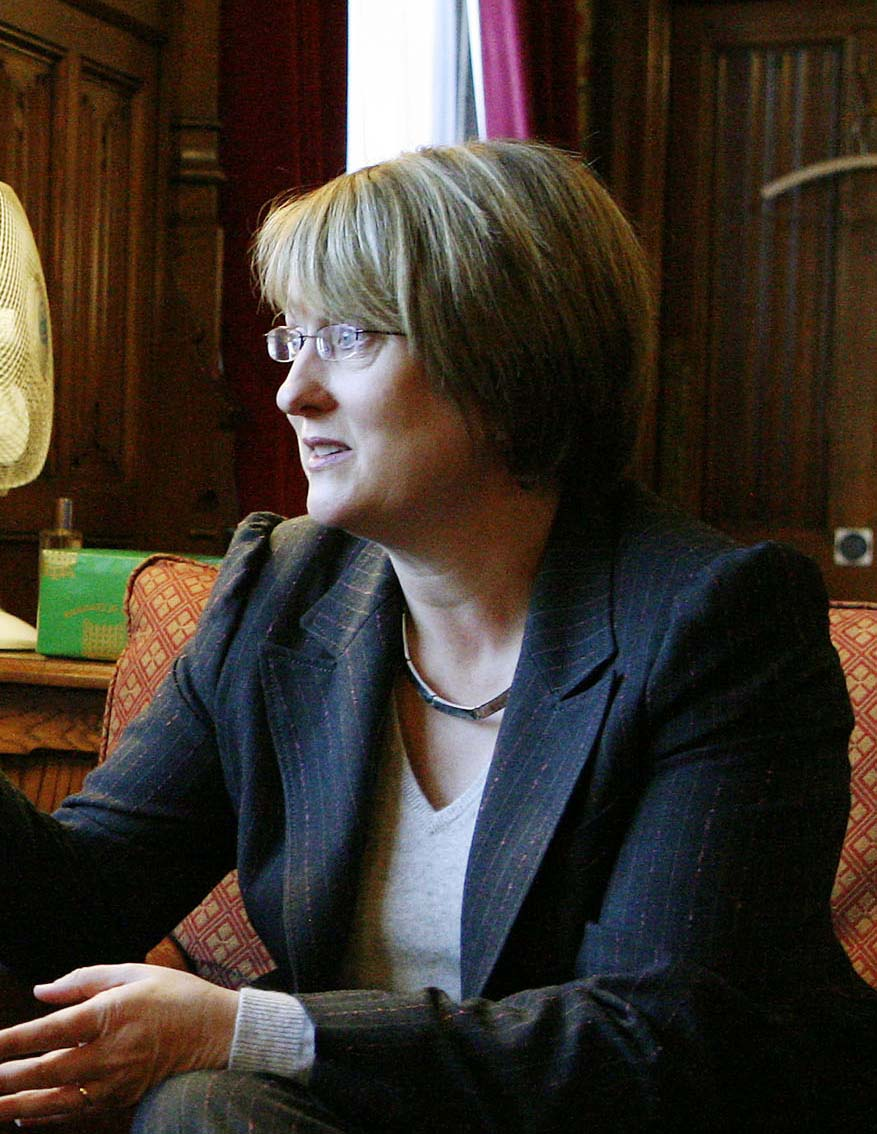
Jacqui Smith, parlamentarny sekretarz skarbu